# Chiesa di San Rocco (Castello Tesino)
La chiesa di San Rocco è una chiesa cattolica situata a Castello Tesino, in provincia di Trento; è sussidiaria della parrocchiale di San Giorgio e fa parte dell'arcidiocesi di Trento. 

## Storia

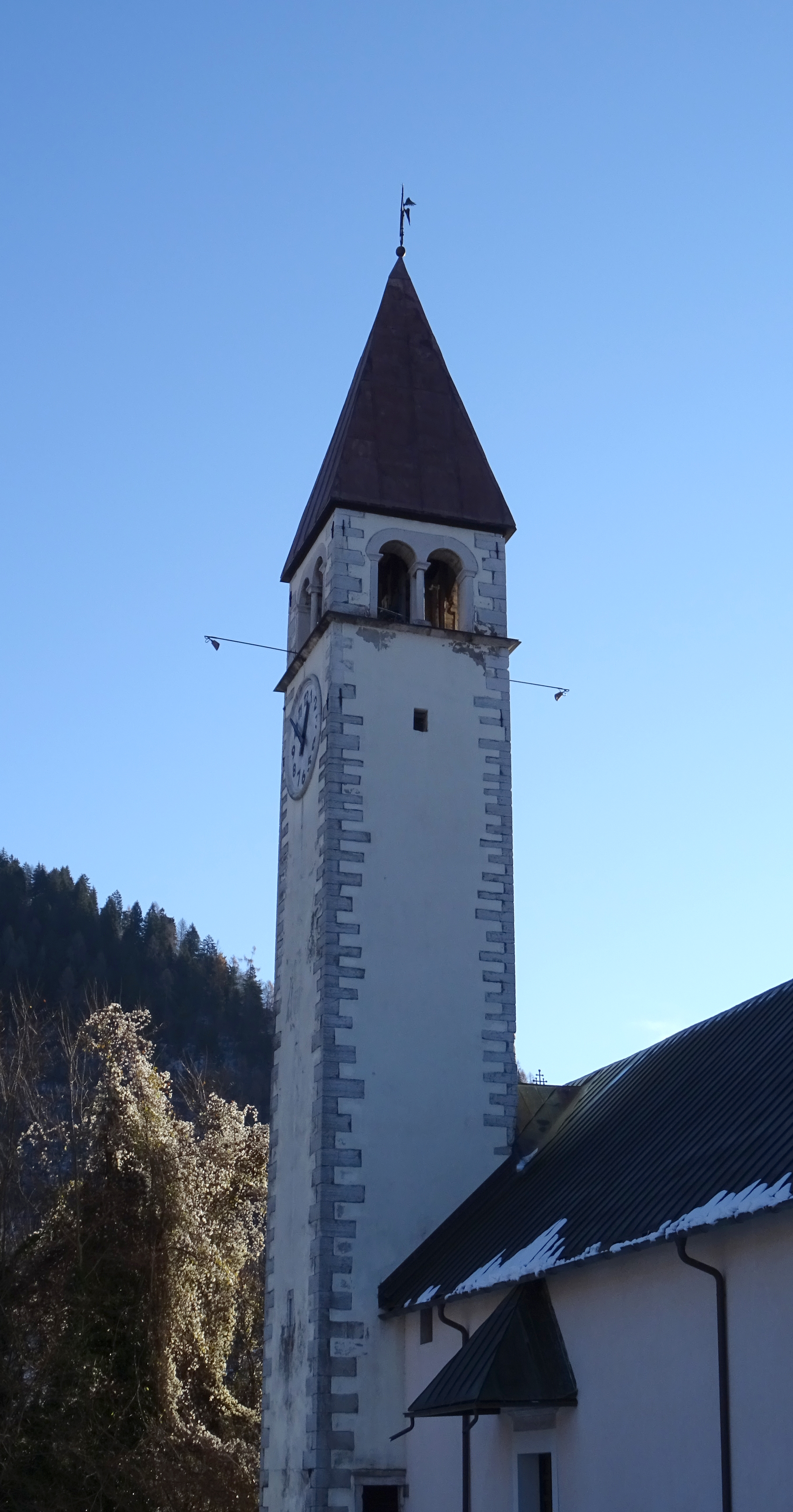
Dettaglio del campanile

In seguito alla peste del 1479 che risparmiò il Tesino, le comunità dell'altopiano decisero di erigere una chiesa come voto a san Rocco, protettore dalle epidemie; essa in origine avrebbe dovuto essere dedicata ai santi Rocco, Fabiano e Sebastiano ma in seguito a discordie tra gli abitanti di Castello e quelli di Pieve Tesino furono costruiti due edifici: uno a Castello, dedicato solo a san Rocco, e uno a Pieve dedicato agli altri due santi. La chiesa fu edificata nel 1481 da maestranze trentine o forse originarie della Valtellina.
Il presbiterio fu affrescato negli ultimi anni del secolo da un pittore di scuola lombarda. Nel 1541 fu aggiunta la porta laterale sul fianco nord; nel 1776 in seguito a un incendio la chiesa fu seriamente danneggiata e successivamente ampliata con l'allungamento della navata e il rifacimento della facciata. Fu poi restaurata nel 1882 mentre nel 1888 venne restaurato il campanile. Nel 1916, in concomitanza con gli eventi bellici della prima guerra mondiale venne adibita a deposito militare mantenendo tale destinazione d'uso fino alla fine del conflitto. Nel 1919, dopo un ulteriore restauro, fu riconsacrata e utilizzata come chiesa parrocchiale in luogo di quella di san Giorgio, inagibile, fino alla ricostruzione di quest'ultima. Tra il 1932 e il 1935 avvenne un nuovo restauro in seguito al quale il presbiterio affrescato fu adibito a sagrestia. Fu infine nuovamente restaurata nel 2002.

## Descrizione
La chiesa, orientata a est, è situata sul Colle Grande. L'edificio è a pianta rettangolare, a navata unica e termina nell'antico presbiterio a pianta quadrata.  

### Esterni
La facciata è semplice, a due spioventi; vi si aprono un portale dotato di architrave e due oculi. Sono presenti una finestra rettangolare sul lato destro e due su quello sinistro. Il campanile è situato a nord, è a pianta quadrata e sormontato da una copertura a cuspide piramidale; la cella campanaria presenta delle bifore. Sono presenti due ingressi laterali, quello sul lato settentrionale è dotato di una piccola tettoia. Le coperture sia della navata sia del campanile sono in lamiera metallica. 

### Interni
Il presbiterio è leggermente rialzato su gradini e preceduto da un arco a tutto sesto che poggia su colonnine; ai lati sono presenti due arcate a sesto acuto. Attraverso un arco a sesto acuto è possibile accedere al presbiterio originario; sul lato destro di quest'ultimo è presente una finestra a forma di lunetta. La pavimentazione è costituita da lastre di pietra calcarea. Il soffitto della navata è in legno, a cassettoni; quello di entrambi i presbiteri è voltato a crociera.